# حجار السود (جبلة)

تعديل مصدري - تعديل

حجار السود محلة تابعة لقرية جبل قماش، التابعة لعزلة الاصابح بمديرية جبلة إحدى مديريات محافظة إب في الجمهورية اليمنية، بلغ تعداد سكانها 47 حسب تعداد اليمن لعام 2004.